# Europabrug (Vilvoorde)
De Europabrug (ook wel de Vilvoordebrug) is een hefbrug over het Zeekanaal Brussel-Schelde in de stad Vilvoorde.

## Beschrijving
De brug maakt deel uit van de N211 tussen Brucargo en Opwijk (Mazenzele). De brug werd gebouwd in 1972 en heeft een metalen beweegbaar gedeelte met een lengte van 55,8 m en een breedte van 20,96 m. Met het viaduct vanuit het centrum inbegrepen heeft de brug een totale lengte van 376 meter. Op de brug is er plaats voor vier rijstroken in totaal.

## Bouw
In een moderniseringsplan voor het kanaal uit 1965 werden nieuwe bruggen voorzien met een bredere en hogere doorvaart. In Vilvoorde werd een betonnen hefbrug gebouwd met vier heftorens, een metalenbrugdek en -leuning. De bouw duurde vier jaar; de brug werd ingehuldigd op 25 april 1972. Voor fietsers en voetgangers werden vier toegangen tot de viaduct voorzien in gewapend beton, waarvan de twee hoogste een bocht van 180° naar links vormen om de steilte te verminderen. De brug en de toegangen werden ontworpen door de Brusselse architect Georges De Hens.

## Wisselstrook
In 2004 werden de normale 2x2 rijstroken omgevormd tot één busstrook richting Vilvoorde-centrum, twee normale rijstroken en één wisselstrook ertussen (wisselend gebruikt voor het verkeer richting Vilvoorde-centrum of Grimbergen). In juni 2022 werd de wisselstrook opgeheven voor werken om een busbaan in beide richtingen aan te leggen.

## Afbeeldingen

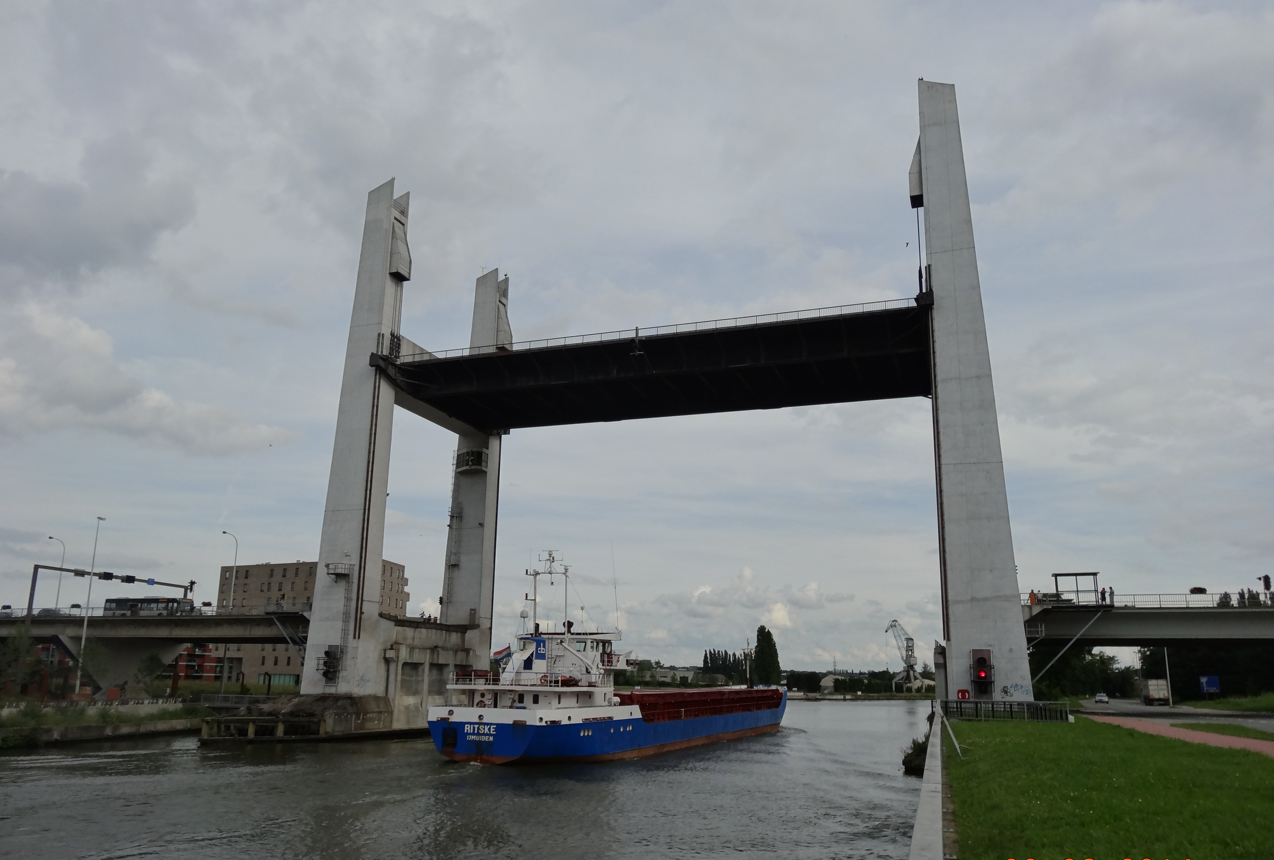
Europabrug geopend voor een zeeschip (2014)
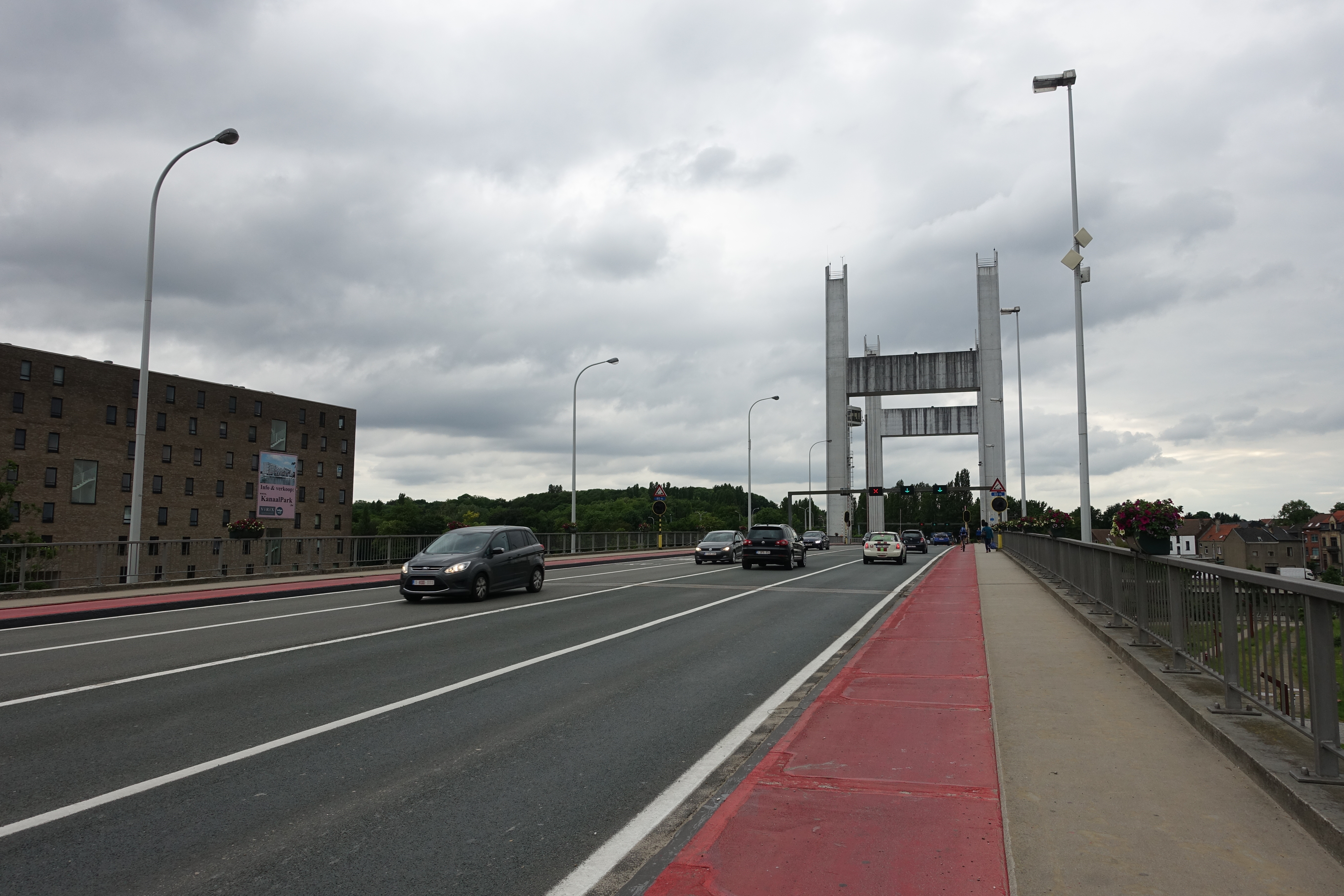
Europabrug met links het gebouw Cantecleer (Watersite-project) en Domein Drie Fonteinen in de achtergrond

Van Praetbrug · Budabrug · Viaduct van Vilvoorde · Salangaanbrug · Europabrug · Willemsbrug · Verbrande Brug · Humbeekbrug · Jan Bogaertsbrug · Brielenbrug · Ringbrug · Vredesbrug · IJzerenbrug · Victor Dumonbrug · Boulevardbrug · Nijverheidsbrug